# Mormakak
Mormakak (Macaca maura) är en art i släktet makaker som i sin tur tillhör familjen markattartade apor (Cercopithecidae).

## Utseende
Pälsen har främst en mörkgrå till mörkbrun färg, ibland förekommer otydliga ljusare teckningar. På stjärten har huden rosafärgade svullnader. Kroppslängden (huvud och bål) ligger för hanar mellan 64 och 69 centimeter och för honor mellan 50 och 59 centimeter. Svansen är bara en liten stump. Hanar når en vikt upp till 10 kg, honor är med cirka 5 kg tydlig lättare. Arten kan bära födan i sina kindpåsar. I motsats till besläktade arter som förekommer på Sulawesi har den ingen tofs på huvudet och nosen är jämförelsevis kort.

## Utbredning och habitat
Mormakak förekommer uteslutande i sydvästra delen av Sulawesi (tidigare Celebes) och den vistas främst i tropisk regnskog. Ibland hittas den i lövfällande skogar eller i regioner där gräsmarker och mindre trädansamlingar förekommer. I bergstrakter når arten 2000 meter över havet.

## Ekologi
Den är aktiv på dagen och går på marken eller klättrar i träd. Individerna lever i grupper med 5 till 25 medlemmar som består av flera hanar och honor samt deras ungar. Inom flocken etableras en hierarki beroende på släktskapet till den äldsta honan. Födan utgörs av frukter (främst fikon), bambufrön, blad, växtskott och ryggradslösa smådjur.
Oftast men inte alltid är det gruppens dominanta hane som får para sig. Dräktigheten varar cirka 175 dagar och sedan föder honan vanligen ett enda ungdjur. Ungen dias 6 till 12 månader. Efter 6 till 7 år blir honor könsmogna. mellan två kullar ligger 2 till 3 år (genomsnitt 32 månader). Livslängden går upp till 28 år.

## Hot
Arten hotas av skogsskövling i sitt mycket begränsade utbredningsområde. Skogen omvandlas till jordbruksmark eller till kalkstengruvor. Dessutom dödas flera individer av bönder som betraktar mormakak som skadedjur på odlade växter. IUCN uppskattar att beståndet minskade med över 50 procent under de gångna 30 till 36 åren (tre generationer) och listar arten som starkt hotad (endangered).